# Omri Casspi
Omri Moshe Casspi (hebräisch:עומרי משה כספי0in;0* 22. Juni 1988 in Cholon, Israel) ist ein ehemaliger israelischer Basketballspieler, der von 2009
bis 2019  in der nordamerikanischen Profiliga NBA spielte.
Der 2,06 Meter große Casspi war sowohl der erste Israeli, der in der nordamerikanischen Profiliga NBA aktiv war, als auch der erste Israeli, der jemals in der ersten Runde eines NBA-Drafts verpflichtet wurde.

## Karriere
Der in Cholon geborene, aber in Javne aufgewachsene Casspi debütierte Casspi 2005 im Alter von 17 Jahren für das Team von Maccabi Tel Aviv. Als Reservespieler (4,7 Punkte pro Spiel in 10,3 Minuten pro Spiel) war er Teil jenes Teams, welches 2005 den Landestitel und die Euroleague gewann. Um mehr Spielpraxis zu erhalten, wurde er an Hapoel Galil Elyon verliehen, wo er zwei Jahre spielte. Dort stieg seine Punktausbeute auf 11,2 Punkte pro Spiel. Als er 2007 von Tel Aviv zurückgeholt wurde, etablierte sich Casspi als Stammspieler und verbesserte sich auf 11,5 Punkte (2007/08) und schließlich 12,8 Punkte pro Spiel (2008/09). Für seine konstant starken Leistungen belegte er bei der Wahl zum „FIBA European Young Men’s Player of the Year Award“ (bester Jugendspieler der FIBA) hinter Ricky Rubio, Danilo Gallinari und Kosta Koufos den vierten Platz. Überraschend kündigte Casspi seinen Vertrag bei Maccabi Tel Aviv und berief sich auf eine angebliche Klausel, die bei einer Unterschreitung einer gewissen Spielzeit pro Spiel greifen würde, was in der israelischen Presse bezweifelt wurde.

### NBA
Casspi machte sich für den NBA-Draft 2009 verfügbar und wurde von den Sacramento Kings mit dem 23. Pick verpflichtet. Damit wurde Casspi der erste Israeli, der jemals in einer ersten NBA-Draftrunde gezogen wurde. Casspi wurde im Draft als robuster, vielseitiger Flügelspieler vorgestellt. Beim NBA-Draft wurde er mit seinem argentinischen Teamkollegen Andrés Nocioni verglichen. Als Vorbilder nannte Casspi Michael Jordan und Hedo Türkoğlu. Nachdem er gedraftet wurde, gab es spontane Feiern in Tel Aviv, und er erhielt einen Glückwunschanruf von Staatspräsident Shimon Peres.
Casspi stand zunächst nicht in der Starting Five, sondern kam als sechster Mann von der Bank. Sein Debüt für die Kings verlief für Casspi vielversprechend: in 19 Minuten machte er 15 Punkte und holte drei Rebounds. Mit seinem Debüt wurde er auch der erste Israeli in einem NBA-Spiel. Schon in seinem fünften NBA-Spiel machte er 22 Punkte gegen die Phoenix Suns, und nach der Hälfte der Saison hatte er sich in die Startformation gespielt. Mit einem Saisonschnitt von 10,4 Punkten und 4,5 Rebounds pro Spiel erfüllte er die Erwartungen und wurde fürs NBA Rookie-gegen-Sophomores auf Seiten der Rookies nominiert. Im positiven Sinne fielen Casspis Robustheit und Härte auf, mit der er das Klischee vom „verhätschelten Juden“ entkräftete.
Bei jüdischen US-Amerikanern führte Casspis Debüt zu einem sprunghaften Interessenzuwachs. Bei Auswärtsfahrten richtete das gastgebende Team oft eine „Jewish Family Night“ ein, in der israelische Flaggen und koscheres Essen angeboten wurden. Bei vielen Spielen nutzte er die Gelegenheit, um Kontakt mit der ortsansässigen jüdischen Gemeinde aufzunehmen. Im November 2009 sorgte Casspi für Aufsehen, als er gemeinsam mit dem iranischen Center Hamed Haddadi von den Memphis Grizzlies für gemeinsame Photos posierte, obwohl Israel und Iran aufgrund des Nahostkonflikts keine diplomatischen Beziehungen unterhalten.
Das zweite Jahr verlief für Casspi eher enttäuschend. Er verlor seinen Platz als startender Small Forward an Francisco García und Donté Greene, sein Punkteschnitt sank von 10,3 (Rookie-Saison) auf unter neun, ebenso sank seine Treffsicherheit aus dem Feld von 45 % auf 41 %. Casspi beschwerte sich über mangelnde Spielzeit, was ihm den erneuten Vorwurf der Unreife einbrachte. Nach der Saison 2010/11 wurde er gegen J.J. Hickson und einen First-Round Pick nach Cleveland getauscht.
Nach drei Jahren bei den Houston Rockets zwischen 2011 und 2014 kam er im Sommer 2014 nach einem Spielertausch zu den New Orleans Pelicans, die jedoch keine Verwendung für ihn hatten und ihn entließen. Daraufhin wurde er wieder von den Sacramento Kings unter Vertrag genommen, bei denen er seine NBA-Karriere begonnen hatte.
Im Februar 2017 wurde Casspi im Rahmen des DeMarcus-Cousins-Trades von Sacramento zu den New Orleans Pelicans transferiert. Nach Ablauf seines Vertrages im Sommer 2017 schloss sich Casspi als Free Agent den Golden State Warriors an. Mit Golden State gewann er im selben Jahr seinen ersten NBA Titel, nachdem die Warriors in den NBA-Finals die Cleveland Cavaliers mit 4:0 Spielen besiegten. Im folgenden Sommer wurde Casspi erneut Free Agent und unterzeichnete einen Einjahresvertrag bei den Memphis Grizzlies.

### Nationalteam
Casspi ist Mitglied der israelischen Basketballnationalmannschaft und hat seit der U-18 alle Jugendteams durchlaufen. Er debütierte für Israel 2005 bei der U-18-Europameisterschaft, wo er 14 Punkte pro Spiel machte. Er war ein Jahr später bei der U-18-EM mit 21,4 Punkten pro Spiel teaminterner Topscorer, und schaffte bei der U-20-EM 2007 in Slowenien 17,9 Punkte und 4,8 Rebounds pro Spiel. 2008 gab er sein Debüt für die Herrenauswahl.

## Privatleben
Casspi ist eines von drei Kindern von Shimon und Eilana Casspi. Er hat einen Bruder namens Eitan und eine Schwester namens Aviv. Als Hobbys nennt er Tennis und Ausgehen mit Freunden.
Wie die meisten israelischen Männer wurde Casspi mit 18 in die israelische Armee eingezogen und absolvierte drei Jahre Wehrdienst. Er organisiert in Israel Basketballcamps, die sowohl für jüdische als auch arabische Jugendliche offen sind und der Völkerverständigung dienen.